# Монесма-і-Кахігар
Монесма-і-Кахігар (ісп. Monesma y Cajigar, кат. Monesma i Caixigar) — муніципалітет в Іспанії, у складі автономної спільноти Арагон, у провінції Уеска. Населення — 111 осіб (2009).
Муніципалітет розташований на відстані близько 410 км на північний схід від Мадрида, 85 км на схід від Уески.
На території муніципалітету розташовані такі населені пункти: (дані про населення за 2009 рік)
- Кахігар: 62 особи
- Монесма: 44 особи

## Демографія
Динаміка населення (INE ):